# NK Gradina Srebrenik
Der NK Gradina Srebrenik ist ein bosnischer Fußballverein aus Srebrenik. Der Verein wurde 1953 gegründet und spielt aktuell in der zweithöchsten Liga des Landes, der Prva Liga FBIH. Seine Heimspiele trägt der Verein im Gradski Stadion Srebrenik aus, das Platz für etwa 6.000 Zuschauer bietet.

## Geschichte
Der Verein wurde im Jahr 1953 ins Leben gerufen, spielte jedoch im jugoslawischen Fußball keine große Rolle. Erst nach dem Bosnien und Herzegowina 1992 die Unabhängigkeit ausgerufen hatte, wurde der Verein erstmals etwas bekannter. Bei der ersten Meisterschaft 1994, noch während des Bosnienkriegs, nahm die Mannschaft das erste Mal an der höchsten Spielklasse Bosniens teil, schied jedoch knapp in der ersten Gruppenphase aus.
Bis zur Saison 1999/2000 spielte die Mannschaft in der höchsten Spielklasse, der Premijer Liga. Die beste Platzierung wurde in der Saison 1997/98 mit einem sechsten Platz erreicht. Nachdem 1990/2000 nur der vorletzte Platz erreicht werden konnte, folgte der damit verbundene Abstieg in die zweithöchste Klasse des Landes. 
Nach zwölf Jahren holte die Mannschaft den ersten der erste Platz der zweiten Liga und damit das Recht zum Aufstieg in die Premijer Liga. Damit ist der Verein nach dem erstmaligen Abstieg des Traditionsvereins FK Sloboda Tuzla nach FK Zvijezda Gradačac der zweite Verein, der aus dem Kanton Tuzla in der höchsten Spielklasse teilnimmt.

## Fans
Die größte Fangemeinschaft des Vereins sind die Apachi.